# Бифидобактерије
Бифидобактерије (лат. Bifidobacterium) је род бактерија који обухвата бактеријске врсте које су нормално део људске цревне микробиоте.

## Историја
Бифидобактерије је из фецеса здраве деце храњене мајчиним млеком први изоловао Хенри Тисије из Пастеровог института 1899. године  и назвао их Bacillus bifidus.

## Карактеристике
Род Bifidobacterium обухвата грам-позитивне бациле који су плеоморфни, аспорогени, облигатно анаеробни, али понекад аеротолерантни, хемоорганотрофи и непокретни. Бифидобактерије расту појединачно, али и у ланцима или агрегатима и имају дужину од 2 до 5 µм; Често имају отечене крајеве у облику палице и могу бити мање или више разгранате. Облик слова Y је уобичајен, али правилнији облици слични штапићу нису неуобичајени. Облик ћелија првенствено зависи од врсте којој припадају, међутим чак и унутар једне врсте морфологија се може променити, у зависности од услова раста. Плеоморфизам је углавном последица специфичних дефицита у синтези ћелијског зида . У ствари, последице се повећавају због недостатка, у медијуму за култивацију, фактора који учествују у синтези ћелијског зида, као што су аминошећери и аминокиселине ( аспартинска киселина , глутаминска киселина , аланин , серин ); Чак и неоптималне концентрације калцијумових јона и натријумових соли утичу на формирање грана.
Бифидобактерије су каталазно негативне, али уз неке изузетке. Њихов геном карактерише висок садржај гванина (Г) и цитозина (Ц) (од 42 mol% до 67 mol%). Оптимална температура раста је између 37°C и 41°C, у зависности од станишта порекла. Оптимална pH вредност за раст је између 6,5 и 7,0; То су микроорганизми отпорни на киселине, али не и ацидофилни. Што се тиче морфологије колонија сојева који припадају роду Bifidobacterium, оне углавном имају правилне целе ивице, конвексне су, глатке и могу бити непрозирне или сјајне; боја, на неселективним медијумима, варира од беле до кремасте.

## Врсте
Род Bifidobacterium обухвата следеће врсте:
- B. actinocoloniiforme Killer et al. 2011
- B. adolescentis Reuter 1963 (Approved Lists 1980)
- B. aemilianum Alberoni et al. 2019
- B. aerophilum Michelini et al. 2017
- B. aesculapii Modesto et al. 2014
- B. amazonense Lugli et al. 2021
- B. angulatum Scardovi and Crociani 1974 (Approved Lists 1980)
- B. animalis (Mitsuoka 1969) Scardovi and Trovatelli 1974 (Approved Lists 1980)
- B. anseris Lugli et al. 2018
- B. apousia Chen et al. 2022
- B. apri Pechar et al. 2017
- B. aquikefiri Laureys et al. 2016
- B. asteroides Scardovi and Trovatelli 1969 (Approved Lists 1980)
- B. avesanii Michelini et al. 2019
- B. biavatii Endo et al. 2012
- B. bifidum (Tissier 1900) Orla-Jensen 1924 (Approved Lists 1980)
- B. bohemicum Killer et al. 2011
- B. bombi Killer et al. 2009
- B. boum Scardovi et al. 1979 (Approved Lists 1980)
- B. breve Reuter 1963 (Approved Lists 1980)
- B. callimiconis Duranti et al. 2019
- B. callitrichidarum Modesto et al. 2018
- B. callitrichos Endo et al. 2012
- B. canis Neuzil-Bunesova et al. 2020
- B. castoris Duranti et al. 2019
- B. catenulatum Scardovi and Crociani 1974 (Approved Lists 1980)
- B. catulorum Modesto et al. 2018
- B. cebidarum Duranti et al. 2020
- B. choerinum Scardovi et al. 1979 (Approved Lists 1980)
- B.choladohabitans  Chen et al. 2022
- B. choloepi Modesto et al. 2020
- B. colobi Lugli et al. 2021
- B. commune Praet et al. 2015
- B. criceti Lugli et al. 2018
- "B. crudilactis" Delcenserie et al. 2007
- B.cuniculi  Scardovi et al. 1979 (Approved Lists 1980)
- B. dentium Scardovi and Crociani 1974 (Approved Lists 1980)
- B. dolichotidis Duranti et al. 2019
- "B. eriksonii" Cato et al. 1970
- B. erythrocebi Neuzil-Bunesova et al. 2021
- B. eulemuris Michelini et al. 2016
- B. faecale Choi et al. 2014
- B. felsineum Modesto et al. 2020
- B. gallicum Lauer 1990
- B. gallinarum Watabe et al. 1983
- B. globosum (ex Scardovi et al. 1969) Biavati et al. 1982
- B. goeldii Duranti et al. 2019
- B. hapali Michelini et al. 2016
- B.  Lugli et al. 2018
- B. indicum Scardovi and Trovatelli 1969 (Approved Lists 1980)
- B. italicum Lugli et al. 2018
- B. jacchi Modesto et al. 2019
- B. lemurum Modesto et al. 2015
- B. leontopitheci Duranti et al. 2020
- B. longum Reuter 1963 (Approved Lists 1980)
- B. magnum Scardovi and Zani 1974 (Approved Lists 1980)
- B.margollesii  Lugli et al. 2018
- B. merycicum Biavati and Mattarelli 1991
- B. miconis Lugli et al. 2021
- B. miconisargentati Lugli et al. 2021
- B. minimum Biavati et al. 1982
- B. mongoliense Watanabe et al. 2009
- B. moraviense Neuzil-Bunesova et al. 2021
- B. moukalabense Tsuchida et al. 2014
- B. myosotis Michelini et al. 2016
- B. oedipodis Neuzil-Bunesova et al. 2021
- B. olomucense Neuzil-Bunesova et al. 2021
- B. panos Neuzil-Bunesova et al. 2021
- B. parmae Lugli et al. 2018
- "B. platyrrhinorum" Modesto et al. 2020
- B. pluvialisilvae Lugli et al. 2021
- B. polysaccharolyticum Chen et al. 2022
- B. pongonis Lugli et al. 2021
- B. porcinum (Zhu et al. 2003) Nouioui et al. 2018
- B. primatium Modesto et al. 2020
- B. pseudocatenulatum Scardovi et al. 1979 (Approved Lists 1980)
- B. pseudolongum Mitsuoka 1969 (Approved Lists 1980)
- B. psychraerophilum Simpson et al. 2004
- B. pullorum  Trovatelli et al. 1974 (Approved Lists 1980)
- B. ramosum Michelini et al. 2017
- B. reuteri Endo et al. 2012
- B. rousetti Modesto et al. 2021
- "B. ruminale" Scardovi et al. 1969
- B. ruminantium Biavati and Mattarelli 1991
- B. saguini Endo et al. 2012
- B. saguinibicoloris Lugli et al. 2021
- "B. saimiriisciurei" Modesto et al. 2020
- B. samirii Duranti et al. 2019
- B. santillanense Lugli et al. 2021
- B. scaligerum Modesto et al. 2020
- B. scardovii Hoyles et al. 2002
- B. simiarum Modesto et al. 2020
- B. simiiventris Lugli et al. 2021
- B. stellenboschense Endo et al. 2012
- B. subtile Biavati et al. 1982
- B. thermacidophilum Dong et al. 2000
- B. thermophilum corrig. Mitsuoka 1969 (Approved Lists 1980)
- B. tibiigranuli Eckel et al. 2020
- B. tissieri corrig. Michelini et al. 2016
- B. tsurumiense Okamoto et al. 2008
- "B. urinalis" Hojo et al. 2007
- B. vansinderenii Duranti et al. 2017
- B. vespertilionis Modesto et al. 2021
- B. xylocopae Alberoni et al. 2019

## Метаболизам
Микроорганизми који припадају овом бактеријском роду способни су да кодирају 19 од 20 аминокиселина генетског кода, почевши од амонијума, пирувата и фумарата. Овај бактеријски род поседује јединствени пут који укључује ензим фруктозо-6-П-фосфокетолазу, који је неопходан за ферментацију угљених хидрата .
Велики део истраживања спроведених на овом бактеријском роду фокусирао се на метаболизам олигосахарида , будући да су ови угљени хидрати доступни у еколошким нишама типичним за ове организме. Бифидобактеријске врсте типичне за гастроинтестинални тракт одојчади (углавном Bifidobacterium longum infantis ) карактеришу се способношћу да се хране олигосахаридима из мајчиног млека , док врсте повезане са одраслима користе биљне олигосахариде, попут скробa, у складу са оним што срећу у својим одговарајућим окружењима. Пошто дојенчад често имају велике заједнице бифидобактерија у свом гастроинтестиналном тракту, бројне примене покушавају да имитирају бифидогена својства млечних олигосахарида. То су фруктоолигосахариди биљног порекла или галактоолигосахариди млечног порекла, који се диференцијално метаболишу и разликују се од катаболизма олигосахарида млека.

## Клиничка употреба
Сојеви који припадају роду Bifidobacterium често се користе као пробиотска компонента у дијететским суплементима.
Да би бифидобактерије биле здраве и размножавале се, неопходно је:
- конзумирати  храну богату овим вредним супстанцама,

- конзумирајте храну богату влакнима, као што су воће и поврће,

- конзумирајте храну која садржи пребиотике, као што су лук, бели лук, банане и друго воће и поврће;

- конзумирати интегралне житарице, које су посебно добре за одржавање здравља црева,

- јести ферментисану храну, богату лактобацилима (другим пробиотицима), која може садржати и бифидобактерије;

- редовно се бавите физичком активношћу.